# Ainzón (kommunhuvudort)
Ainzón är en kommunhuvudort i Spanien.   Den ligger i provinsen Provincia de Zaragoza och regionen Aragonien, i den nordöstra delen av landet, 240 km nordost om huvudstaden Madrid. Ainzón ligger 435 meter över havet och antalet invånare är 1 240.
Terrängen runt Ainzón är kuperad västerut, men österut är den platt. Runt Ainzón är det glesbefolkat, med 11 invånare per kvadratkilometer. Närmaste större samhälle är Borja, 2,2 km nordväst om Ainzón. Trakten runt Ainzón består till största delen av jordbruksmark.